# Markina-Xemein
Markina-Xemein (spanisch Marquina-Jeméin) ist eine Gemeinde im spanischen Baskenland, Provinz Bizkaia. Die Gemeinde hatte mit Stand 5.078 Einwohner (Stand: 2024).

## Geografie
Markina-Xemein liegt nur wenige Kilometer südlich der Atlantikküste und etwa 30 Kilometer östlich der Provinzhauptstadt Bilbao in einer Höhe von ca. 85 m am Jakobsweg. Durch die Gemeinde führt der Fluss Artibai.

## Bevölkerungsentwicklung
| Jahr      | 1970 | 1981 | 1991 | 2001 | 2011 | 2021 |
| Einwohner | 4786 | 4781 | 4904 | 4689 | 4967 | 5072 |

## Sehenswürdigkeiten
- Stiftskirche von Markina (Convento e iglesia del Carmen)
- Kirche Mariä Himmelfahrt (Iglesia de Santa María de la Asunción) in Xemein
- Michaeliskirche (Iglesia de San Miguel) in Arretxinaga
- Palacio de Solartecua, heutiges Rathaus, 1666 erbaut

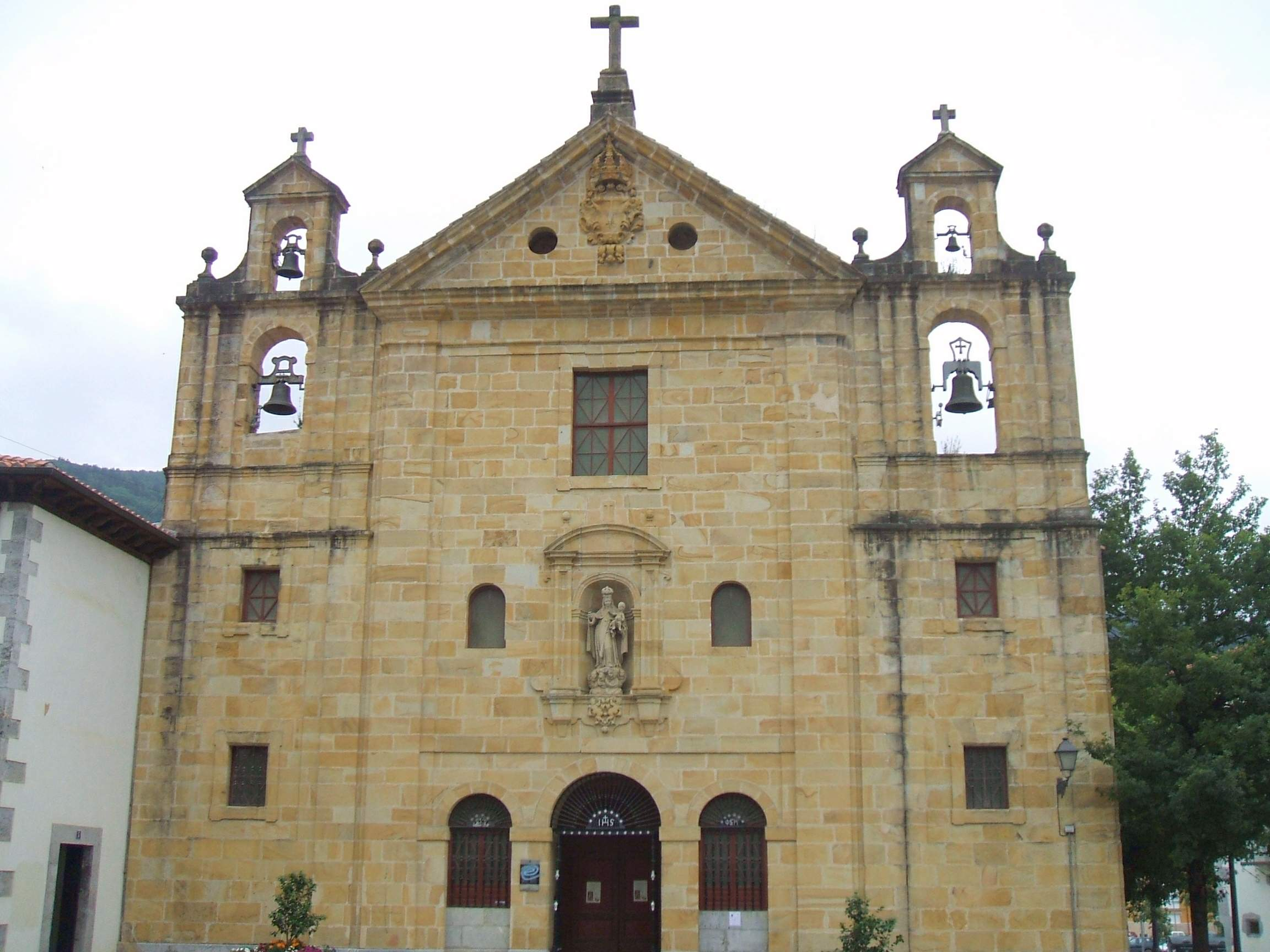
Stiftskirche von Markina
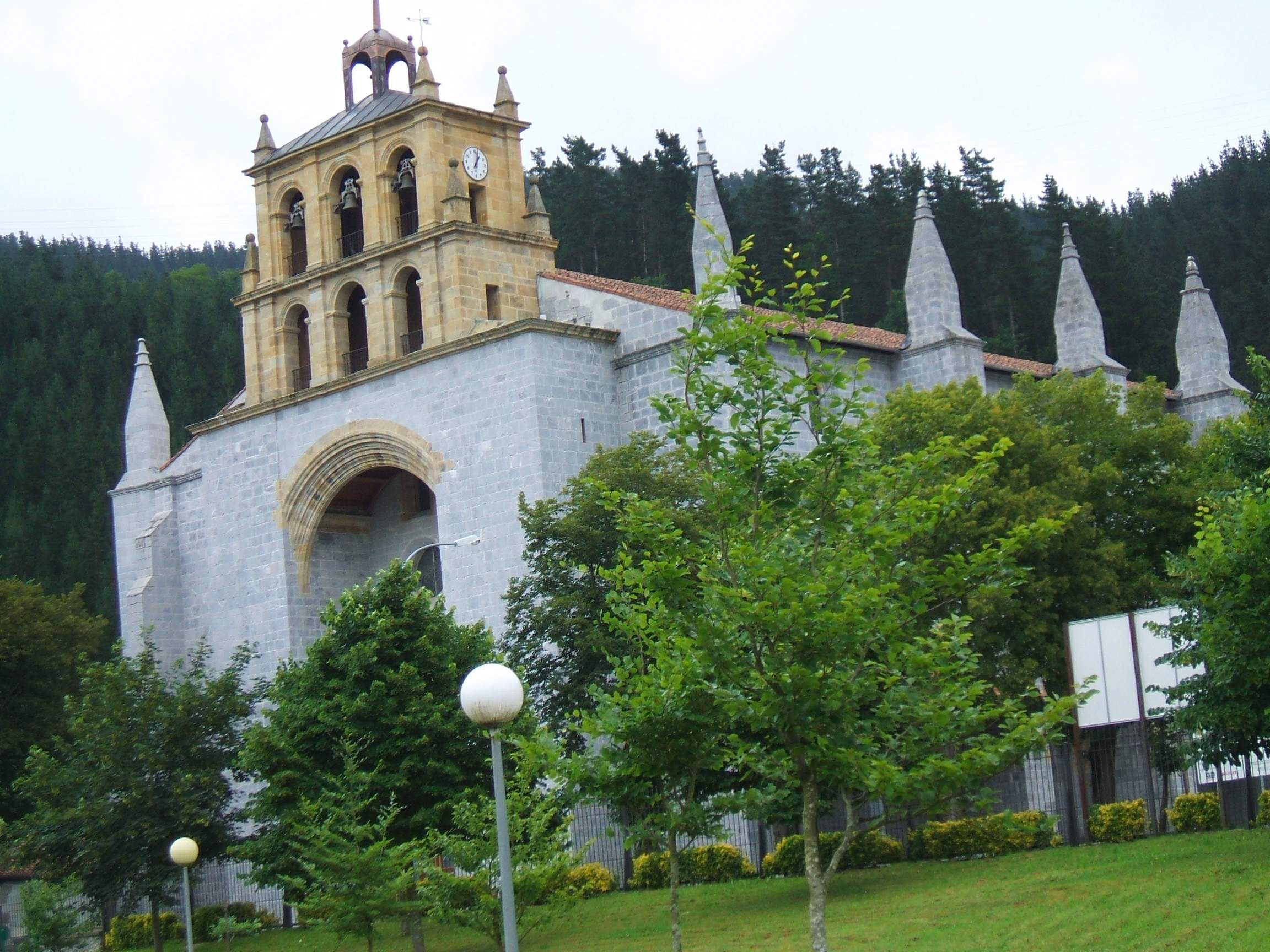
Kirche Mariä Himmelfahrt
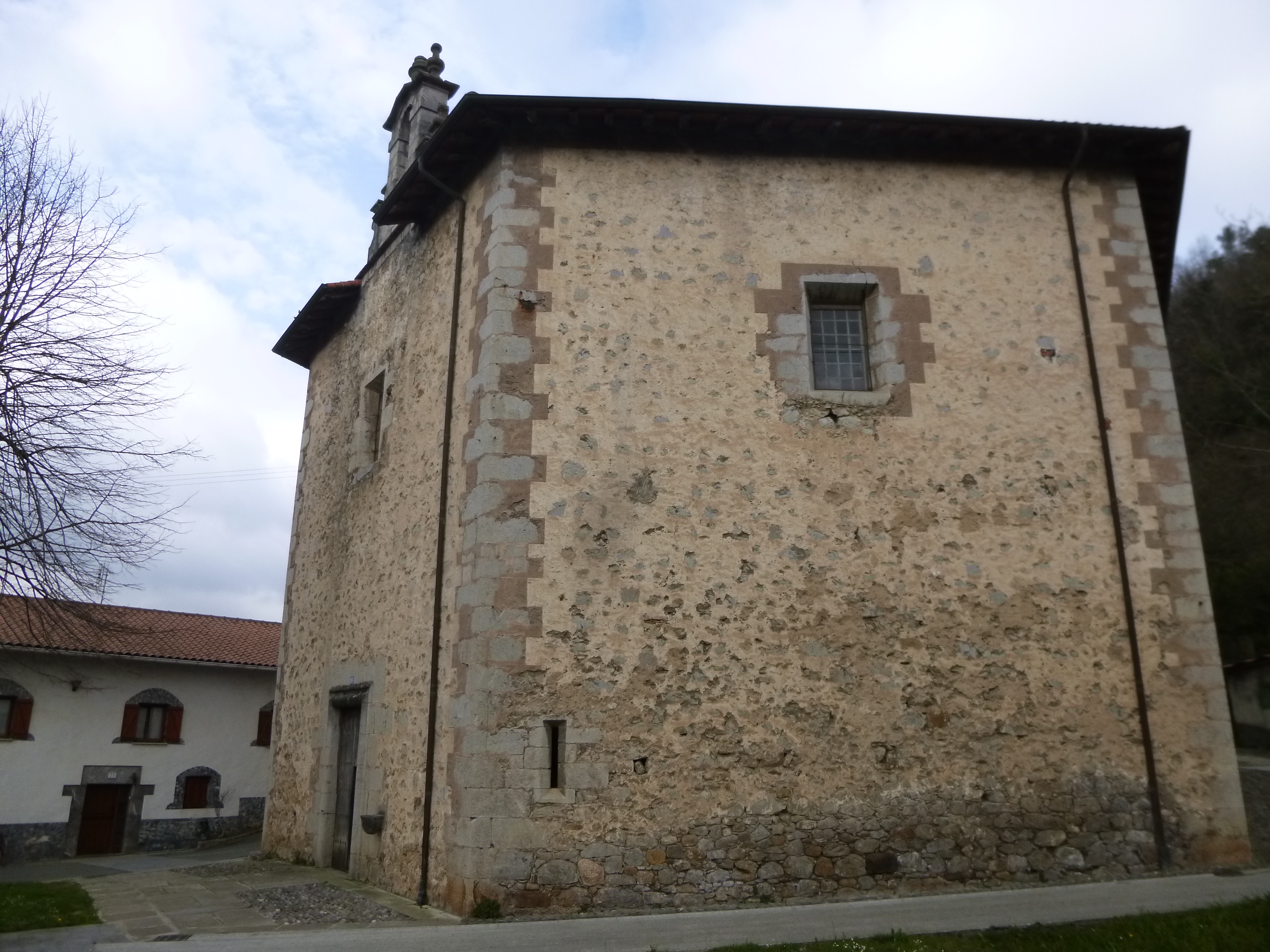
Michaeliskirche
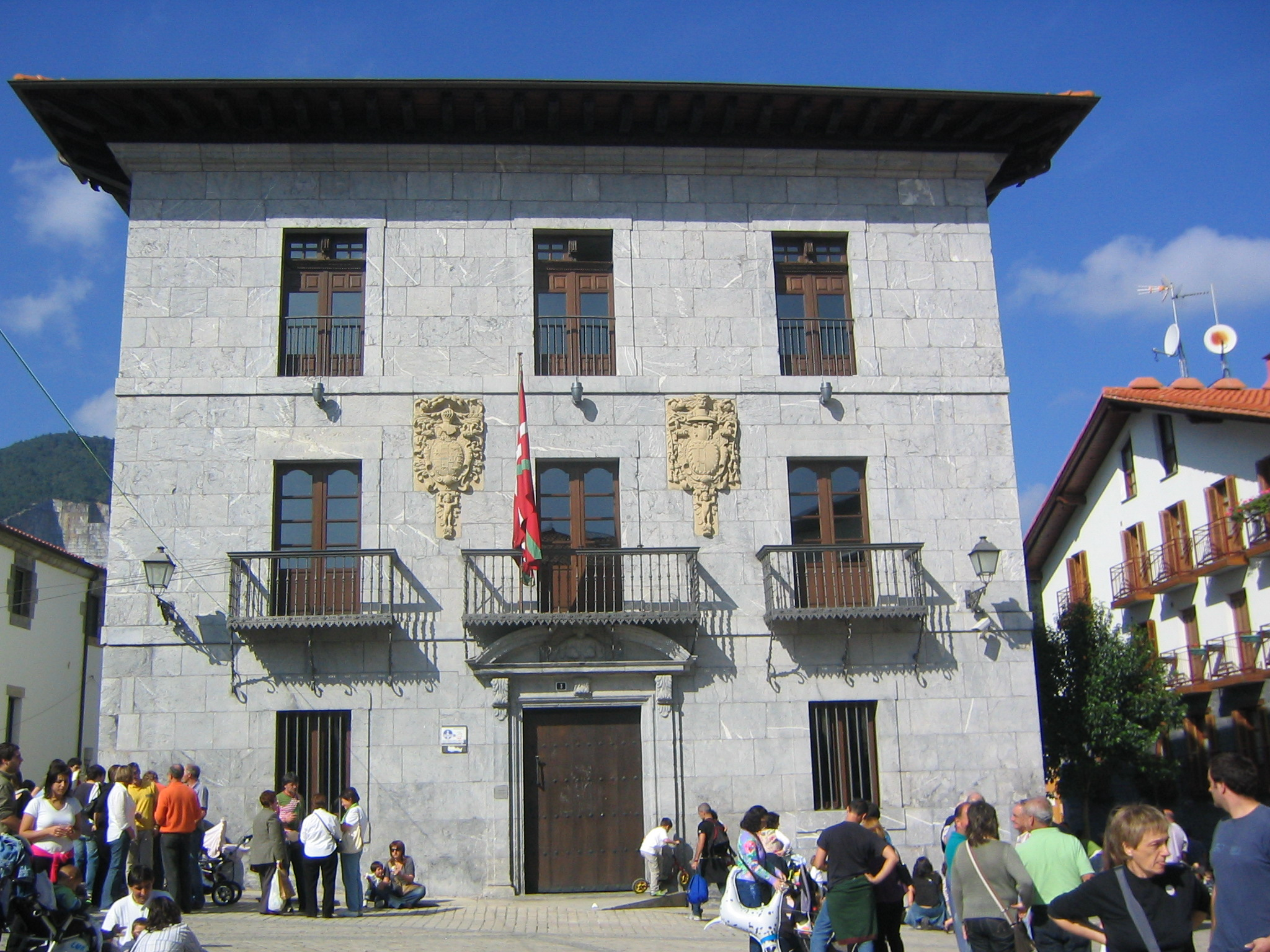
Rathaus (Palacio de Solartecua)

## Persönlichkeiten
- Juan de Mañozca y Zamora (158–1650), Erzbischof von Mexiko (1643–1650)
- José de Andonaegui (1685–1761), Gouverneur von Rio de la Plata von 1745 bis 1756
- Nicolasa Pradera (1870–1959), Köchin, Begründerin der Restaurants mit Schwerpunkt auf der baskischen Küche
- José María Arizmendiarrieta (1915–1976), Priester
- Txomin Juaristi (* 1995), Radrennfahrerin